# 日本笑い学会
日本笑い学会（にほんわらいがっかい、英語名: The Japan Society for Laughter and Humor Studies (JSLHS)）は、「笑いとユーモア」に関する総合的な研究を行い、笑いに関する意識を深め、笑いの文化的発展に寄与することを目的とする日本の学会。1994年7月9日設立。これまでも、哲学、心理学、社会学、文芸学、人類学、医学などの分野で専門的に行われてきた研究であるが、本学会では、各専門を超えて交流を深め、笑いの総合的研究を目指そうというものである。

## 概要
笑いに関心を持つ者は誰でも参加できる「市民参加型」の学会。研究者、医師、看護士、教師、公務員、アナウンサー、テレビプロデューサー、新聞記者、評論家、作家、お笑いタレント、僧侶、弁護士、カウンセラー、会社員、主婦、学生など様々な職種の会員によって構成されている。
会員は現在約1000名。事務局の所在地は大阪府大阪市北区西天満4-7-12 昭和ビル別館201号。
創設時の会長は井上宏。2022年8月現在の会長は鳶野克己（立命館大学文学部教授）。過去の会長に、森下伸也（関西大学教授）がいる。

## 活動内容
大会開催（年1回）、学会誌『笑い学研究』発行（年1回）、『日本笑い学会新聞』発行（隔月）、オープン講座開催（月1回）および研究会の開催（随時）、他団体主催の笑いに関する催しへの後援・協賛や講演会への講師派遣など。また、全国各地に支部がある。

## 支部
北海道支部、東北支部、石巻支部、関東支部、新潟支部、信州支部、浜松支部、中部支部、三重支部、笑ってメンタルヘルス滋賀支部、京都支部、岡山笑わん会支部、笑いんさい広島支部、島根支部、四国支部、高知支部（こうち和来組）、福岡支部、学術交流支部（計18支部）。講演会・研究会・寄席・笑いヨガなどの例会活動がおこなわれている。

## 沿革
- 1994年 日本笑い学会創立総会、「総会・研究発表会」開始、『笑い学研究』創刊
- 1995年 『日本笑い文献目録』完成、「関東支部」発足
- 1996年 「京都支部」「中部支部」「北海道支部」発足
- 1997年 「オープン講座」開始、「みちのく支部」発足（2009年「東北支部」に名称変更）
- 1999年 「笑いの講師団」「笑いんさい広島支部」「博多笑い塾支部」（2002年「福岡支部」に名称変更）発足
- 2000年 「国際ユーモア学会」開催（大阪府）、「みえユーモア＆パフォーマンス研究会支部」発足（2013年「三重支部」に名称変更）
- 2001年 「浜松労災病院支部」（2003年「浜松支部」に名称変更）「岡山笑わん会支部」発足
- 2002年 「笑ってメンタルヘルス滋賀支部」発足
- 2003年 「日本全国笑いで世直し賞グランプリ」記者発表
- 2004年 「四国支部」「新潟支部」発足、学会事務局が現在地に移転
- 2005年 「うちな～・てーふぁー（沖縄）支部」発足
- 2006年 「日本笑い学会賞」設置、「石巻支部」「九州支部」発足
- 2007年 「メールマガジン」創刊
- 2008年 「花の淡路島支部」発足
- 2009年 『笑いの世紀』出版
- 2012年 「信州支部」発足
- 2015年 『新・笑いと健康のススメ！』刊行、「北日本支部」発足
- 2016年 『これは笑宝！ 笑いの民俗行事ガイドブック』刊行、「学術交流支部」発足
- 2017年 「島根支部」「高知支部（こうち和来組）」発足